# 拉尔贝
拉尔贝（法語：Larbey，法語發音：[laʁbɛ]）是法国朗德省的一个市镇，属于达克斯区。

## 地理
拉尔贝（43°42'12"N, 0°43'5"W）面积6 平方千米，位于法国新阿基坦大区朗德省，该省份为法国西南部沿海省份，是法國本土面积第二大的省，北起吉倫特省，西临大西洋，南至大西洋比利牛斯省，东临热尔省，东北与洛特-加龍省接壤。
与拉尔贝接壤的市镇（或旧市镇、城区）包括：科佩讷、迈利、圣欧班。

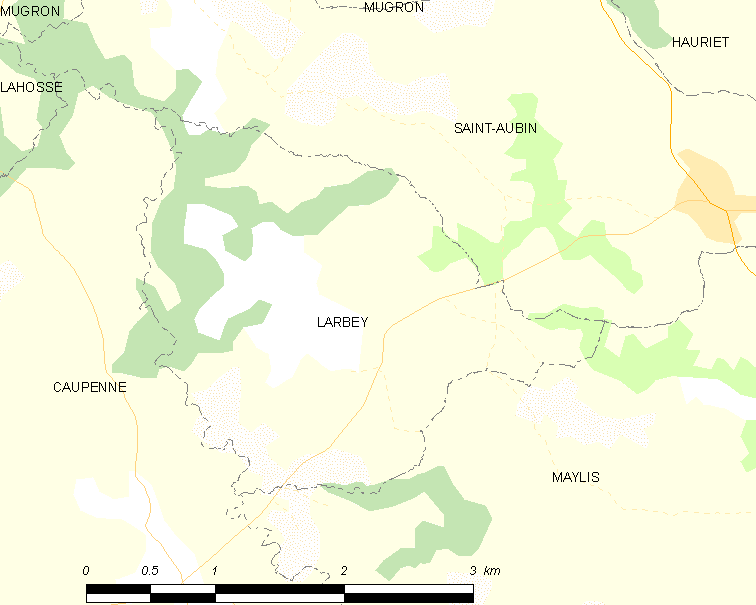
拉尔贝的OSM定位图

拉尔贝的时区为UTC+01:00、UTC+02:00（夏令时）。

## 行政
拉尔贝的邮政编码为40250，INSEE市镇编码为40144。

## 政治
拉尔贝所属的省级选区为沙洛斯山坡县。

## 人口

1962-2008年间拉尔贝人口变化图示

拉尔贝于2022年1月1日时的人口数量为240人。